# Montbaig (parque forestal)
El Montbaig es un parque forestal que se encuentra en la montaña de Sant Ramón. Es compartido por los municipios de San Baudilio de Llobregat, San Clemente de Llobregat y Viladecans (todos ellos de la provincia de Barcelona, España).
El Montbaig es uno de los pulmones del área metropolitana de Barcelona.
- Datos: Q6022299